# Kristina Cerovská
Kristina Cerovská (* 27. Februar 1987 in Bratislava) ist eine slowakische Fußballspielerin.

## Karriere

### Verein
Cerovská startete ihre Karriere bei 1. MFK-ATLAS Veľký Krtíš und wechselte am 23. August 2004 auf Leihbasis zu FK Žiar nad Hronom. Im Februar 2005 kehrte sie zu Veľký Krtíš zurück, bevor sie am 11. März 2005 bis zum Saisonende an den FC Union Nové Zámky verliehen wurde. Sie spielte die Vorbereitung mit dem 1. MFK-ATLAS Veľký Krtíš, bevor sie für eine zweite Spielzeit zum FC Union Nové Zámky auf Leihbasis zurückkehrte. Mit Saisonbeginn 2006/07 und ihrer Rückkehr zu Veľký Krtíš wechselte sie diesmal auf Leihbasis zum ŠK Slovan Bratislava. In Bratislava blieb sie die nächsten drei Spielzeiten, bevor sie nach Ablauf ihres Vertrags zum 30. März 2010 dauerhaft zum ŠK Slovan Bratislava wechselte. Dort folgten drei Spielzeiten und zwei Teilnahmen an der UEFA Women’s Champions League, bevor sie im Sommer 2013 in die Schweiz zum FC Neunkirch wechselte. In Neunkirch spielt sie gemeinsam mit ihren beiden Landsfrauen Lucia Šušková und Dana Fecková.

### Nationalmannschaft
Die rechte Mittelfeldspielerin ist seit 2006 A-Nationalspielerin für die Slowakische Fußballnationalmannschaft der Frauen.